# Catalpa bungei
Catalpa bungei är en katalpaväxtart som beskrevs av Carl Anton von Meyer. Catalpa bungei ingår i släktet katalpor, och familjen katalpaväxter. Inga underarter finns listade i Catalogue of Life.

## Bildgalleri

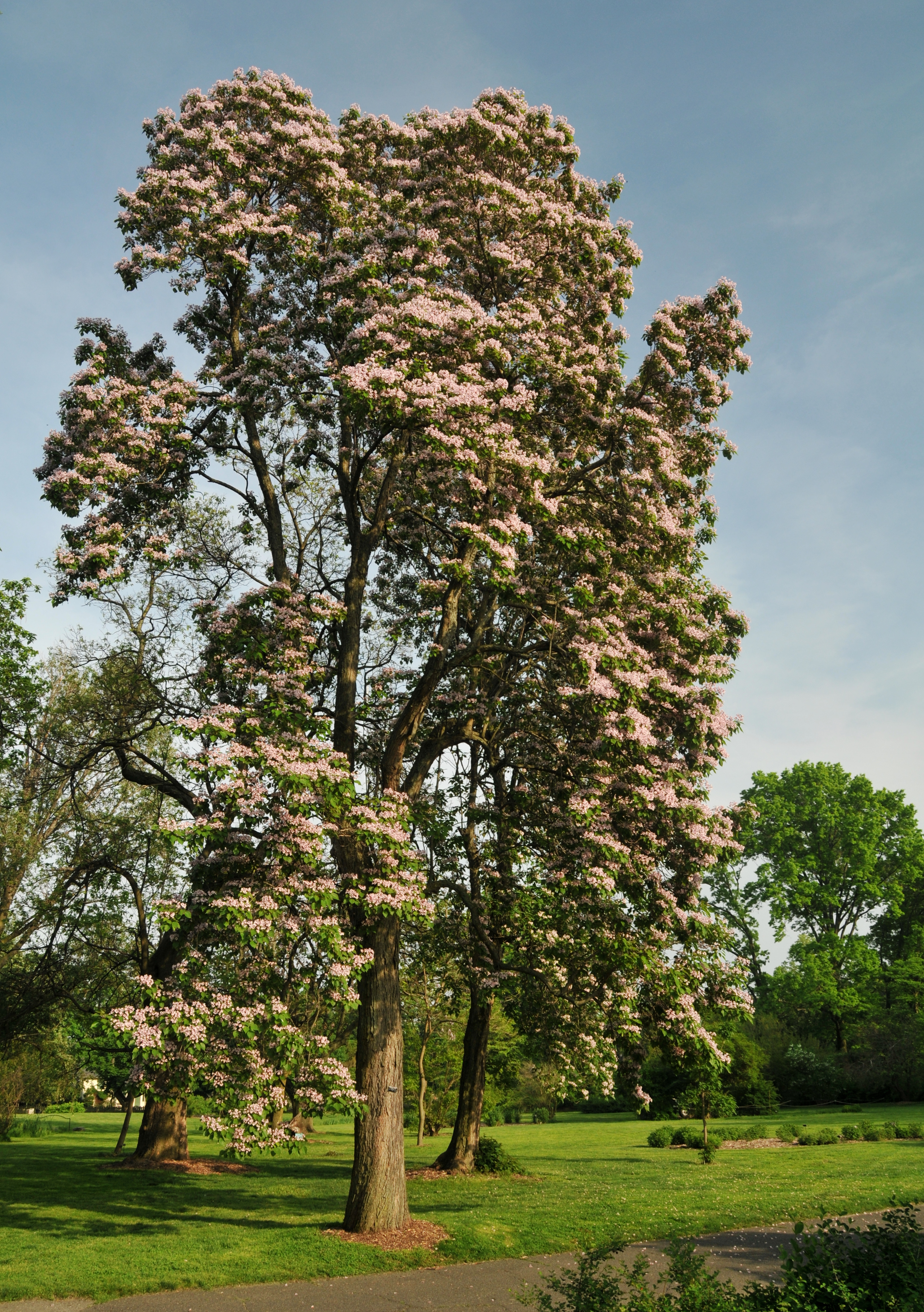